# Ken Naganuma
Ken Naganuma (japonsko 長沼 健), japonski nogometaš in trener, 5. september 1930, Hirošima, Japonska, † 2. junij 2008.
Za japonsko reprezentanco je odigral štiri uradne tekme.